# 杨子兴 (1959年)
杨子兴（1959年10月—），男性，汉族，甘肃古浪人，中国共产党党员，中华人民共和国政治人物。

## 生平
1978年9月进入西北师范学院中文系汉语言文学专业学习，是现任中央纪委书记李希的同学。1982年毕业后，先后在甘肃省林业厅、省委农工部、省农委、省两西指挥部、省扶贫办办公室工作。
杨子兴曾担任中共陇南市委副书记，中共定西市委副书记、市长，2008年升任中共定西市委书记、市人大常委会主任，2013年离开定西，出任中共甘肃省委组织部常务副部长。
2015年，杨升任甘肃省人民政府副省长、党组成员。2017年，因对祁連山國家級自然保護區生態環境問題失职渎职，受到中共党内严重警告处分。2018年1月，换届不再担任。
2024年6月，杨子兴因为涉嫌严重违法违纪，被中共中央纪委及国家监委立案调查。同年12月12日，中央纪委国家监委决定给予其开除党籍处分；按规定取消其享受的待遇；收缴其违纪违法所得；将其涉嫌犯罪问题移送检察机关依法审查起诉，所涉财物一并移送。12月26日中央纪委国家监委网站披露了杨子兴接受宴请和旅游活动安排，违规公款吃喝，违背中央八项规定的问题。12月27日，最高人民检察院依法以涉嫌受贿罪、利用影响力受贿罪对杨子兴作出逮捕决定。2025年5月，杨子兴涉嫌受贿、利用影响力受贿一案，由国家监察委员会调查终结，经最高人民检察院指定，由陕西省渭南市人民检察院向渭南市中级人民法院提起公诉。